# Equinocito

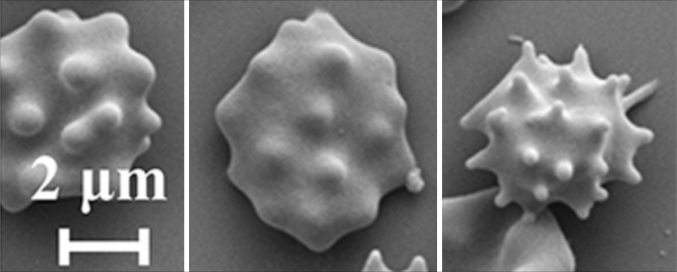
Fotografía de microscopía electrónica de barrido en la que se muestran varios equinocitos.

Un equinocito (del griego,  ἐχῖνος, «erizo» y κύτος, «célula») o célula de Burr es una forma anormal que adoptan los hematíes ante determinadas alteraciones fisiológicas. El equinocito tiene forma esférica, con pequeñas proyecciones que se disponen de forma regular a lo largo de su superficie, consecuencia de la presencia de espículas cortas. Se diferencian de los acantocitos en que estos últimos presentan espículas más largas y de distribución asimétrica.

## Causas
Los equinocitos pueden aparecer ante distintas afecciones, entre ellas, deficiencias en enzimas glucolíticas, ciertas hipovitaminosis, trastornos lipídicos, neoplasias hematológicas o enfermedades que afectan a órganos importantes en el metabolismo: 
- Enfermedad hepática.
- Hipofosfatemia.
- Hipomagnesemia.[1]
- Uremia y enfermedad renal crónica.
- Neoplasia maligna diseminada.
- Deficiencia de vitamina E.
- Deficiencia de la piruvato cinasa.
- Deficiencia de la fosfoglicerato cinasa.
- Hiperlipidosis.
- Postransfusión temprana de glóbulos rojos.
- Síndromes mieloproliferativos.

En otras ocasiones, los equinocitos aparecen de forma reversible como consecuencia de las condiciones del medio en el que se encuentran, incluyendo el pH o el uso de ciertas sustancias químicas tales como la exposición al agente quelante EDTA.